# 사직동천
사직동천(社稷洞川)은 백운동천으로 흘러드는 하천으로, 현재는 계곡수가 유입되는 상류의 일부를 제외하고 복개되었다. 준천사실에는 사직남경희궁북지수(社稷南慶熙宮北之水)로, 동국여지비고에는 원출사직남경희궁북(源出社稷南慶熙宮北)으로 되어 있고, 한경지략에는 누락되어 있다. 사직천(社稷川)으로도 불렸다.

## 연혁
- 1925년 : 사직동천의 일부 구간을 복개하는 제2기 하수도개수계획이 수립됨.[2]

## 과거의 다리
조선 시대의 사직동천의 다리 목록이다.
- 승전색교(承傳色橋) : 내수동 39번지에 있던 다리이다.